# Luigi Bolmida
Luigi Bolmida (Torino, 19 gennaio 1805 – Torino, 29 dicembre 1856) è stato un banchiere, imprenditore e politico italiano.
Luigi Bolmida, piemontese, inaugurò con il fratello Vincenzo Bolmida il più antico filatoio tessile per la seta.

## Biografia
Luigi Bolmida, industriale, economista, piemontese, era figlio del barone Giuseppe Bolmida. Luigi Bolmida compì gli studi a Torino e conseguì la laurea in Economia all'Università di Bologna. Suo padre era un banchiere, appartenente alla schiera della "nuova borghesia di privati" che unirono all'attività del risparmio (senza sportelli e quindi senza rapporti con il pubblico),  l'attività dell'industria ed il commercio.
Giuseppe Bolmida, padre di Luigi Bolmida e di Vincenzo Bolmida, fu esperto nell'importazione e vendita della seta, esercitata attraverso la sua società, Bolmida e C. con sede a Torino, in Italia, nella regione Piemonte. Quando lui, padre Giuseppe Bolmida,  lasciò l'azienda ai suoi figli, la società cambiò la denominazione sociale in Fratelli Bolmida e C.  Da importatori del prodotto finito, i due nuovi titolari decisero di attivare un filatoio.
Lo stabilimento di filatura tessile fu impiantato per la prima volta nel 1835 in Val Chisone e Germanasca, e precisamente a Perosa Argentina, a nord di Torino, nella regione Piemonte, dove furono costruiti una filanda, una carderia meccanica e un laboratorio con macchinari di nuova concezione, molto all'avanguardia per quei tempi.
La storica fabbrica tessile si trova a Perosa Argentina ai piedi del monte Monginevro appartenente alla catena delle Alpi dell'Alta Savoia, nel "delfinato francese", un paese montano che porta alla stazione sciistica di Sestrière, al confine con la Francia.
L'idea d'importare la meno costosa materia prima, la seta, abbassò di gran lunga il prezzo del prodotto finito, ma il successo dell'impresa, coronato da ottimi fatturati portò Vincenzo Bolmida ad una maggiore gestione espansiva, ma dispendiosa tuttavia, sia per l'acquisto dei macchinari sia per l'assunzione di un gran numero ed esubero di operai.
Nel 1841 e dopo soli sei anni, la fabbrica si trovò ad affrontare una grave crisi di liquidità, aggravata dal calo commerciale del mercato della seta.
Il successivo equilibrio economico fu favorito molto dal piemontese Cavour, col quale il figlio Vincenzo Bolmida poté entrare in società nel 1845, con bilanci nel frattempo riportati in attivo, per garantire le necessarie coperture al progetto della tratta ferroviaria che passava da Torino a Savigliano. Due anni dopo, contro la posizione degli altri banchieri privati, la riforma che Camillo Cavour stava promuovendo, per arrivare alla costituzione di una Banca Centrale del Regno di Sardegna fu sostenuta, e questa, partecipò poi alla nuova costituzione della Banca di Torino.
Egli entrò tuttavia a far parte solo come socio fondatore e consigliere, di questa e, in tale veste, ebbe un peso nella lunga e laboriosa trattativa, iniziata nel 1848 con un contatto confidenziale che lo portò poi, il 14 luglio 1849 alla fusione con la Banca di Genova e alla nascita in Sardegna della Banca Nazionale negli Stati Sardi, un istituto regale formalmente privato con compiti di Tesoreria di Stato, di emissione di cartamoneta e con funzione di braccio finanziario per le politiche espansionistiche di Cavour stesso.
Un aiuto in questa delicata trattativa gli venne dato per lo più da Ulrich Geisser, un impiegato reclutato alla contabilità della Fratelli Bolmida che diventò grazie alla sua competenza, bravura e una non indifferente abilità, il suo assistente personale.

Al fine di sostenere comunque le politiche riformatrici di Cavour in materia economica, Luigi Bolmida si candidò alle elezioni del Parlamento Subalpino del 9/11 settembre 1849 e fu eletto nel collegio di Varallo nella IV Legislatura del Regno di Sardegna, poi rieletto nella successiva V legislatura, rappresentando al contempo gli interessi dell'alta banca poi finanza.
Nel ruolo di illustre esponente del settore bancario privato il fratello di Vincenzo, Luigi Bolmida, spesso fece da mediatore tra i progetti del governo e le resistenze ai duri controlli imposti, dei banchieri privati che lo Stato intendeva esercitare sulla moneta, e soprattutto sul credito mai regolamentato nella separazione tra i settori di Banca d'affari e Banca depositi.
 Un ruolo di mediatore si ritrovò ad averlo anche con James Mayer de Rothschild, il quale dopo che in Francia, l'impero di famiglia fu esteso, meditò propositi di predominio sull'economia di tutta la penisola italiana. Fu grazie al lungo rapporto di affari con Rothschild Frères, una holding di famiglia di Francia, che Rothschild ottenne che il governo sabaudo potesse collocare i titoli di rendita dello Stato sul mercato di Parigi, ma le repentine manovre politiche di Cavour e l'ampliamento dei rapporti in tutta Europa, resero questo suo ruolo sempre più difficile. Fin dal 1850 la grave crisi economica seguita alla prima guerra d'indipendenza aveva spinto il governo a cercare prestiti e finanziamenti economici dall'alta banca europea, specie inglese. 
Luigi Bolmida, nonostante continuasse a curare rapporti e interessi personali, entrando talvolta in conflitto d'interessi tra loro, riuscì anche a tessere i rapporti sia con il mondo finanziario sia politico stesso. 
Egli appoggiò Camillo Cavour sulla legge bancaria del 1850 che assegnava alla Banca Nazionale il privilegio di emissione e confidò molto sull'affidamento alla stessa della tesoreria nazionale nel 1853, ma soprattutto volle allargare la manovra all'intero mercato europeo, allo scopo di togliere il predominio delle contrattazioni, affidato ai grandi finanzieri locali e rese più difficile l'azione, dal momento che questa continuò ad avere forti legami col mondo bancario privato. Con una paziente opera di convinzione riuscì a superare la diffidenza di Cavour e Rothschild attraverso la fondazione di un nuovo istituto bancario, il Credito Mobiliare, costituito nel 1856 come punto d'incontro dei diversi interessi in gioco. 
Il nuovo Istituto fu la ex Cassa di commercio e dell'industria che Luigi Bolmida costituì cinque anni prima, e venne utilizzato da Rothschild per espandere i suoi interessi italiani, in contrapposizione con altri svizzeri, che da Cavour si estendevano al Regno di Sardegna e poi in tutta la penisola in vista dell'unificazione.
Luigi Bolmida fece in tempo a partecipare alla stesura della Costituzione quando, pochi giorni dopo subì un infarto.
Nel 1865 la gestione della filanda diventò di proprietà di Amato Gaydou e nel 1883 di Fritz Jenny e Caspar Jenny. Fu tuttavia, grazie ad Antonio Ganzoni che la fabbrica si trasformò in filatura del cotone.
Nel 1906 la storica fabbrica tessile di Perosa Argentina a nord di Torino, in Piemonte, passò di proprietà di Carlo Abegg e Augusto Abegg, originari però di Zurigo, in Svizzera e fu compresa nel Gruppo Tessile Cotonificio Valle di Susa. Carlo Abegg si era dedicato ancora alla lavorazione della seta, realizzata dalla coltivazione della pianta verde di gelso, Augusto Abegg, alla lavorazione del fiore di cotone. Nel 1931 la proprietà della filanda passò al nipote Werner Abegg. 
Nel 1947 la fabbrica fu di proprietà di Giulio Riva. Giulio Riva, italiano, ragioniere, originario di Legnano a nord di Milano, in Lombardia, sposato; nel 1960 cedette in eredità al figlio Felice Riva le difficili sorti aziendali. Felice Riva, figlio di Giulio Riva, nato nel 1935, era conosciuto anche come "il delfino della finanza" per i suoi coraggiosi, ma azzardati investimenti nell'Alta finanza e nel gioco della Borsa finanziaria che presto videro un rapido declino del suo Impero economico. Dopo la crisi economica del 1965 e che interessò la fabbrica, Felice Riva trascorse gli ultimi anni della sua vita in Italia, in Versilia, nella regione Toscana. Nel 2017 Felice Riva morì a Lido di Camaiore vicino a Lucca, in Toscana. 
A metà degli anni '70 del Novecento la fabbrica fu acquistata da Achille Roncoroni, italiano, lombardo, industriale, nato a Milano nel 1923, già proprietario dal 1954 della filatura tessile di cotone Manifattura di Legnano, fondata nel 1901, poi ampliata nel 1976 in un gruppo tessile più ampio a Perosa Argentina, a nord di Torino, in Piemonte. 
Achille Roncoroni riuscì, infatti, a risollevare la fabbrica Manifattura di Perosa, fondata nel 1835 e a restituire, quindi, quella desiderata eccellenza, così richiesta nella filatura del cotone, nel mondo del tessile e nell'alta moda in generale. 
Achille Roncoroni fu l'ultimo brillante proprietario di Manifattura di Legnano (dal 1901) e morì a Tremezzo sul lago di Como in Lombardia, nell'aprile 2005.
Negli anni '70 del Novecento,  i settori quali l'Alta moda, il mondo dell'Arte e dello spettacolo, i Lavoratori e le Rivendicazioni sociali, videro nella Manifattura di Perosa (dal 1835) un egregio rappresentante ed "il fiore all'occhiello" del gruppo tessile cotoniero Manifattura di Legnano (dal 1901), perché il gruppo riuscì a raggiungere il suo primato nel "made in Italy" all'inizio degli anni Duemila del Nuovo Millennio, con pregevoli "filati pettinati" di cotone, di eccellente qualità.
Allo stabilimento produttivo di Manifattura di Perosa fu annesso inoltre un edificio religioso, un convitto di aspirandato femminile, in preparazione alla clausura monastica femminile, utilizzato originariamente come filanda e, poi dal 1951 al 1973, dalle suore monache religiose dell'ordine salesiano di don Bosco. Il convitto religioso fu soprattutto una villa padronale e un alloggio per maestranze tessili, chiamate in francese "filoires", in italiano "filatrici". 
Dai primi anni '70 del Novecento agli anni '80 del Novecento, l'edificio storico convitto religioso fu utilizzato solo come scuola media inferiore per studenti della Valle Montana, poi fu definitivamente abbandonato, insieme al suo vicino giardino adibito agli orti sociali. 
Luigi Bolmida, industriale, banchiere, morì a Torino, in Piemonte, nel 1856; il fratello Vincenzo Bolmida, industriale piemontese, morì vent'anni dopo, nel 1876.